# Вторая аксиома счётности
Вторая аксиома счётности ― понятие общей топологии. Топологическое пространство удовлетворяет второй аксиоме счётности, если оно обладает не более чем счётной базой.
Выполнение данной аксиомы (наличие счётной базы топологии) существенно влияет на фундаментальные свойства пространств. Например, регулярные топологические пространства со счётной базой нормальны и, более того, метризуемы. В случае компактных хаусдорфовых пространств верно и обратное — из метризуемости следует наличие счётной базы топологии.

## Примеры
Второй аксиоме счётности удовлетворяют следующие топологические пространства:
- Компактные метрические пространства
- Евклидовы и любые их подпространства
- Конечное дискретное пространство

## Свойства
- Из второй аксиомы счётности следует первая аксиома счётности.
- Из второй аксиомы счётности следует сепарабельность.
- Для метрических пространств вторая аксиома счётности равносильна сепарабельности.